# Bartosz Kapustka
Bartosz Kapustka, född 23 december 1996 i Tarnów, är en polsk fotbollsspelare som spelar för Legia Warszawa.

## Klubbkarriär
Den 31 augusti 2018 lånades Kapustka ut till belgiska OH Leuven på ett låneavtal över säsongen 2018/2019. Den 13 augusti 2020 värvades Kapustka av Legia Warszawa.

## Landslagskarriär
Kapustka debuterade för Polens landslag den 7 september 2015 i en 8–1-vinst över Gibraltar, där han byttes in i den 62:a minuten mot Jakub Błaszczykowski. Kapustka gjorde även sitt första landslagsmål i matchen. Han var uttagen i Polens trupp till fotbolls-EM 2016.